# Georges Pootmans
Georges Pootmans est un footballeur belge né le 28 février 1890 à Anvers et mort le 24 février 1953 à Ixelles.
Il jouait dans l'entre-jeu au Beerschot VAC avant la guerre 1914-1918.
Il a joué quatre matches officiels avec les Diables Rouges. en 1909 dont une cinglante défaite contre l'équipe de l'Angleterre (11-2), lors d'un match amical à Tottenham. Mais le 9 mai de la même année, à Bruxelles, il remporte la victoire contre la France (5-2). Les scores à l'époque étaient souvent sans appel.

## Palmarès
- International en 1909 (4 sélections)
- premier match international : le 21 mars 1909, Belgique-Pays-Bas, 1-4 (match amical)